# Goljam Persenk
Goljam Persenk (bulgariska: Голям Персенк) är ett berg i Bulgarien.   Det ligger i regionen Smoljan, i den centrala delen av landet, 140 km sydost om huvudstaden Sofia. Toppen på Goljam Persenk är 2 074 meter över havet, eller 10 meter över den omgivande terrängen. Bredden vid basen är 0,23 km. Goljam Persenk ingår i Gjundjuzitsa.
Terrängen runt Goljam Persenk är huvudsakligen kuperad, men västerut är den bergig. Goljam Persenk ligger uppe på en höjd som går i nord-sydlig riktning. Goljam Persenk är den högsta punkten i trakten. Närmaste större samhälle är Tjepelare, 14,6 km sydost om Goljam Persenk. 
I omgivningarna runt Goljam Persenk växer i huvudsak blandskog. Runt Goljam Persenk är det ganska glesbefolkat, med 23 invånare per kvadratkilometer.